# Alampyris marginella
Alampyris marginella är en skalbaggsart som beskrevs av Bates 1881. Alampyris marginella ingår i släktet Alampyris och familjen långhorningar. Inga underarter finns listade i Catalogue of Life.